# 27 Club

27 Club graffiti i Tel Aviv, som visar flertalet medlemmar i klubben. Vänster till höger: Brian Jones, Jimi Hendrix, Janis Joplin, Jim Morrison, Jean-Michel Basquiat, Kurt Cobain och Amy Winehouse.

27 Club, eller 27 Forever, är en populär benämning på en grupp musiker som alla dött vid 27 års ålder.
De som ursprungligen räknades till 27 Club var Brian Jones, Jimi Hendrix, Janis Joplin och Jim Morrison som alla dog när de var 27 år, under en period av exakt två år (3 juli 1969 till 3 juli 1971). De hörde alla fyra till den tidens största rocklegendarer.
Även Kurt Cobain räknas in i 27 Club. I biografin om Kurt Cobain, Heavier Than Heaven: A Biography of Kurt Cobain, berättar Cobains syster hur Cobain som barn sade att han ville bli medlem i 27 Club.
Vissa inkluderar alla musiker som avlidit vid 27 års ålder till klubben.

## Konspirationsteorier och djävulspakter
På grund av det till synes stora antalet musiker som har dött vid just 27 års ålder, ofta under mystiska omständigheter, har konspirationsteorier vuxit fram runt fenomenet. Den stora bluesmusikern Robert Johnson är en av de musiker som fått teorierna att uppstå. Från hans död finns varken dokumentation eller fastställd dödsorsak men enligt sägnen blev han förgiftad vilket sägs bero på att han sålt sin själ till djävulen.
En statistisk undersökning gjord 2011 visade dock att det jämfört med en kontrollgrupp inte finns någon förhöjd risk för musiker att avlida vid just 27 års ålder. I undersökningen ingick 1 046 musiker som alla gett ut ett album som nått en toppnotering i Storbritannien mellan 1956 och 2007. Det konstaterades att denna grupp av framgångsrika musiker hade en förhöjd risk att dö mellan 20 och 30 års ålder, men att det inte fanns någon ökad risk att dö vid just 27 års ålder.

## Musiker som traditionellt förknippas med 27 Club
För en fullständig lista över musiker som avlidit vid 27 års ålder, se listan nedan.
De musiker som traditionellt förknippas med 27 Club är:
- Brian Jones, gitarrist i Rolling Stones (1942–1969). Drunknade i sin bassäng.
- Jimi Hendrix, gitarrist och sångare i bandet The Jimi Hendrix Experience (1942–1970). Kvävdes av sina egna uppkastningar på grund av en mängd sömnpiller och rödvin.
- Janis Joplin, bluessångerska (1943–1970). Dog av en överdos heroin.
- Jim Morrison, rocksångare i The Doors (1943–1971). Hans dödsorsak är fortfarande inte helt klarlagd. Han hittades död i ett badkar i Paris, omgiven av sitt eget blod och uppkastningar. En del tror han dog av en överdos heroin och år av drickande, och en del tror han blev mördad.
- Kurt Cobain, gitarrist och sångare i Nirvana (1967–1994).
- Alan Wilson, gitarrist och sångare i Canned Heat (1943–1970).
- Robert Johnson, bluesmusiker (1911–1938). Dödsorsaken är inte fastställd.
- Amy Winehouse, rhythm and blues, soul och jazzsångerska (1983–2011). Dödsorsaken angavs till akut alkoholförgiftning.

## Musiker som avlidit vid 27 års ålder
| Nummer | Namn                    | Född              | Död               | Från                             | Dödsorsak                                                         |
| ------ | ----------------------- | ----------------- | ----------------- | -------------------------------- | ----------------------------------------------------------------- |
| 1      | Alexandre Levy          | 10 november 1864  | 17 januari 1892   | São Paulo, Brasilien             | Okänd                                                             |
| 2      | Louis Chauvin           | 13 mars 1881      | 26 mars 1908      | St. Louis, Missouri, USA         | Neurosyphilis                                                     |
| 3      | Robert Johnson          | 8 maj 1911        | 16 augusti 1938   | Hazlehurst, Mississippi, USA     | Strykninförgiftning                                               |
| 4      | Nat Jaffe               | 1 januari 1918    | 5 augusti 1945    | New York, New York, USA          | Komplikationer av högt blodtryck                                  |
| 5      | Jesse Belvin            | 15 december 1932  | 6 februari 1960   | San Antonio, Texas, USA          | Trafikolycka                                                      |
| 6      | Rudy Lewis              | 23 augusti 1936   | 20 maj 1964       | Philadelphia, Pennsylvania, USA  | Överdos                                                           |
| 7      | Malcolm Hale            | 17 maj 1941       | 30 oktober 1968   | Butte, Montana, USA              | Kolmonoxidförgiftning                                             |
| 8      | Brian Jones             | 28 februari 1942  | 3 juli 1969       | Cheltenham, England              | Drunkning                                                         |
| 9      | Alan Wilson             | 4 juli 1943       | 3 september 1970  | Boston, Massachusetts, USA       | Läkemedelsöverdos                                                 |
| 10     | Jimi Hendrix            | 27 november 1942  | 18 september 1970 | Seattle, Washington, USA         | Kvävning efter överdos av sömnpiller och alkohol                  |
| 11     | Janis Joplin            | 19 januari 1943   | 4 oktober 1970    | Port Arthur, Texas, USA          | Heroinöverdos                                                     |
| 12     | Arlester Christian      | 13 juni 1943      | 13 mars 1971      | Buffalo, New York, USA           | Mördad                                                            |
| 13     | Jim Morrison            | 8 december 1943   | 3 juli 1971       | Melbourne, Florida, USA          | Hjärtsvikt orsakad av överdos                                     |
| 14     | Leslie Harvey           | 13 september 1944 | 3 maj 1972        | Glasgow, Skottland               | Elchock                                                           |
| 15     | Ron McKernan            | 8 september 1945  | 8 mars 1973       | San Bruno, Kalifornien, USA      | Primär biliär cirros (PBC)                                        |
| 16     | Roger Lee Durhan        | 14 februari 1946  | 27 juli 1973      | Kansas City, Missouri, USA       | Ridolycka                                                         |
| 17     | Wallace Yohn            | 12 januari 1947   | 12 augusti 1974   | Jackson, Minnesota, USA          | Flygolycka                                                        |
| 18     | David Michael Alexander | 3 juni 1947       | 10 februari 1975  | Whitmore Lake, Michigan, USA     | Lungödem                                                          |
| 19     | Pete Ham                | 27 april 1947     | 23 april 1975     | Swansea, Wales                   | Självmord                                                         |
| 20     | Gary Thain              | 15 maj 1948       | 8 december 1975   | Christchurch, Nya Zeeland        | Heroinöverdos                                                     |
| 21     | Helmut Köllen           | 2 mars 1950       | 3 maj 1977        | Köln, Tyskland                   | Kolmonoxidförgiftning                                             |
| 22     | Chris Bell              | 25 januari 1951   | 27 december 1978  | Memphis, Tennessee, USA          | Trafikolycka                                                      |
| 23     | Jacob Miller            | 4 maj 1952        | 23 mars 1980      | Mandeville, Jamaica              | Trafikolycka                                                      |
| 24     | Dennes Boon             | 1 april 1958      | 22 december 1985  | Napa, Kalifornien, USA           | Trafikolycka                                                      |
| 25     | Pete de Freitas         | 2 augusti 1961    | 14 juni 1989      | Port of Spain, Trinidad & Tobago | Motorcykelolycka                                                  |
| 26     | Mia Zapata              | 25 augusti 1965   | 7 juli 1993       | Louisville, Kentucky, USA        | Mördad                                                            |
| 27     | Kurt Cobain             | 20 februari 1967  | 5 april 1994      | Aberdeen, Washington, USA        | Självmord                                                         |
| 28     | Kristen Pfaff           | 26 maj 1967       | 16 juni 1994      | Buffalo, New York, USA           | Heroinöverdos                                                     |
| 29     | Richey James Edwards    | 22 december 1967  | 1 februari 1995   | Blackwood, Wales                 | okänd, troligen självmord (spårlöst försvunnen och aldrig funnen) |
| 30     | Patrick Lamont Hawkins  | 4 december 1970   | 3 februari 1998   | Texas, USA                       | Mördad                                                            |
| 31     | Raymond Tahleek         | 14 maj 1971       | 28 mars 1999      | New York, USA                    | Mördad                                                            |
| 32     | Sean McCabe             | 13 november 1972  | 28 augusti 2000   | Philadelphia, Pennsylvania, USA  | Kvävning                                                          |
| 33     | Maria Serrano-Serrano   | 26 november 1973  | 24 november 2001  | Madrid, Spanien                  | Flygolycka                                                        |
| 34     | Jeremy Michael Ward     | 5 maj 1976        | 25 maj 2003       | El Paso, Texas, USA              | Heroinöverdos                                                     |
| 35     | Bryan Ottoson           | 18 mars 1978      | 19 april 2005     | North Carolina, USA              | Läkemedelsöverdos                                                 |
| 36     | Valentin Elizalde       | 1 februari 1979   | 25 november 2006  | Guadalajara, Mexiko              | Mördad                                                            |
| 37     | Amy Winehouse           | 14 september 1983 | 23 juli 2011      | London, England                  | Alkoholförgiftning                                                |
| 38     | Thomas Fekete           | 1989              | 30 maj 2016       | South Florida                    | Cancer                                                            |
| 39     | Kim Jong-hyun           | 8 april 1990      | 18 december 2017  | Gangnam, South Korea             | Kolmonoxidförgiftning                                             |
| 40     | Fredo Santana           | 4 juli 1990       | 20 januari 2018   | Chicago, Illinois, USA           | Njur- och leversvikt                                              |
| 41     | Dutty Dior              | 30 nov 1996       | 6 april 2024      | Oslo, Norge                      |                                                                   |

## I populärkulturen

### Musik
- "27 forever" av Eric Burdon
- "27" av Fall Out Boy
- "27" av Machine Gun Kelly (rappare)
- "27 club" av letlive

- "27 Club" av Ivy Levan
- "27 Club" av Adore Delano. Delano var 27 år gammal när låten släpptes.
- "The 27 Club" av JPEGMAFIA

Utöver dessa finns det många låtar som refererar till 27 club i låttexterna. 
- "Legends" av Juice WRLD: "What's the 27 Club? We ain't making it past 21." Juice WRLD dog året därpå, 6 dagar efter hans 21-årsdag. [5]
- "Brand Name" av Mac Miller: "To everyone who sell me drugs, don't mix it with that bullshit, I'm hoping not to join the 27 Club." Miller dog vid 26 års ålder av en oavsiktlig överdos. [6]
- "Colors" av Halsey: "I hope you make it to the day you're 28 years old".
- "When We're Through" av Pink: "I’ve made it past the age of twenty-seven so there’s no use in dyin'"

- "Alla drömmar är uppfyllda" av Håkan Hellström: "Håkan du skulle vart grym om du bara gjort en platta och sen dött vid tjugosju"